# Malicorne (Yonne)
Malicorne è un comune francese di 168 abitanti situato nel dipartimento della Yonne nella regione della Borgogna-Franca Contea.

## Società

### Evoluzione demografica
Abitanti censiti